# Vide (Baños de Molgas)
Vide (llamada oficialmente San Xoán de Vide) es una parroquia y un lugar español del municipio de Baños de Molgas, en la provincia de Orense, Galicia.

## Toponimia
La parroquia también es conocida por el nombre de San Juan de Vide.

## Organización territorial
La parroquia está formada por cinco entidades de población:
- Francos
- Froufe
- Meamán
- Os Milagres do Medo
- Vide

## Demografía

### Parroquia
| Gráfica de evolución demográfica de Vide (parroquia) entre 2000 y 2022 |
|                                                                        |
| Datos según el nomenclátor publicado por el INE.                       |

### Lugar
| Gráfica de evolución demográfica de Vide (lugar) entre 2000 y 2021 |
|                                                                    |
| Datos según el nomenclátor publicado por el INE.                   |